# 陳玉蓮
陳玉蓮（英語：Idy Chan Yuk Lin，1960年3月25日—），香港女演員，前無綫電視旗下藝人。因先後演繹小昭、小龍女、王語嫣三大金庸武俠作品之女主角而成名。1992年息影退出娛樂圈，2007年復出。近年主要參與社區義工的工作及有關活動，偶爾接拍無綫劇集及電影。

## 生平及演藝经歷
陳玉蓮是國民黨滯港第二代，祖籍廣東廣州市增城，出生於英屬香港，成長於調景嶺。1977年，陳玉蓮於港澳信義會慕德中學畢業後，以17歲之齡報考無綫電視藝員訓練班第六期，同期學員包括呂良偉、劉雅麗、廖安麗及廖偉雄等人。她以優異的成績畢業，後被監製譚家明看中，在《13》之「弒父」（譚家明負責的單元），首度擔綱女主角，挑戰殺害父親的精神病患者。該劇播出後，因內容涉血腥暴力畫面導致收視率偏低、反應冷淡。
1978年，陳玉蓮首度參演古裝劇，在《倚天屠龍記》中擔任重要女配角之一的「小昭」。同劇演員是當時的無綫當家小生鄭少秋、無綫其中兩位當紅花旦汪明荃及趙雅芝。1979年，陳玉蓮在經典武俠劇《絕代雙驕》擔綱第二女主角。其後在《楚留香》、《小夫妻》、《風雲》、《風雨晴》及《飛鷹》中都有不俗的表現。
1982年，陳玉蓮在蕭笙監製、金庸小說改編成電視劇的《天龍八部》演出戲分最重的女主角「王語嫣」。令原作者金庸都大贊她是「最真的王語嫣」。隔年，她在同樣由蕭笙監製、金庸小說改編成電視劇的《神鵰俠侶》再度飾演女主角「小龍女」，而當時飾演「楊過」的正是劉德華。
憑籍《天龍八部》及《神鵰俠侶》，使到她的事業創下高峰。1985年，陳玉蓮被台灣華視力邀參演《紅粉佳人》。1987年，陳玉蓮拍畢《大運河》後，決定向無線請假，前往台灣發展，主力拍攝台灣劇集。《賽金花》及《大紅燈籠高高挂》令台灣觀眾留下深刻印象。
1988年，在台灣CTV《射雕英雄傳》中飾演黃蓉，但在亞洲不受歡迎。
1990年，陳玉蓮曾經短暫前往亞洲電視拍攝劇集，在《玉梨魂》的精湛演出，使她榮獲上海國際電視節最佳女主角獎。更是繼汪明荃及張曼玉，第三位奪得該獎項的無綫女藝人。其後為亞視拍畢《豪門》後隨即重返無綫履行合約，繼續拍攝無綫劇集。1992年，與金馬影帝萬梓良合作的《巨人》，再度令她人氣攀升，此劇是她的代表作，亦是她在無綫的告別作。翌年，她決定息影，全面淡出娛樂圈，令不少觀眾及蓮妹粉絲都大感可惜。
2007年，陳玉蓮息影14年後首度復出，客串了許鞍華導演的《天水圍的日與夜》，更以外援身份回到無綫拍攝《原來愛上賊》，此劇亦是她與劉松仁第二度合作，但該劇播出後反應平淡。2012年，陳玉蓮再度與無綫合作拍攝無綫台慶劇《名媛望族》，此劇是她第三次與劉松仁合作。她在該劇飾演的前清格格、被丈夫冷落的悲情二姨太爾嫣，再次贏得觀眾的心，卻因為戲份比當時無綫一線花旦的楊怡來得少，因此備受觀眾爭議。該劇播出後，網民對於此角色的結局表示不滿，無綫高層則表示不會更改結局。
2015年，三年未曾公開露面的陳玉蓮出席了《第34屆香港電影金像獎》，擔任「最佳美術指導」及「最佳服裝造型設計」的頒獎嘉賓。

## 感情生活
陳玉蓮情路經歷不少坎坷，有三次公開的感情經歷。1977年1982年期間，陳玉蓮曾與同為演員的周潤發相戀，後來因性格不合而分手，據傳分手時周潤發曾有結婚的念頭。
1984年，陳玉蓮與陳超武結婚，這是她唯一一次婚姻。兩人最終於1992年正式宣布離婚。
1999年，陳玉蓮跟一直追求她的賈思樂交往，但這段情最後也是以分手收場。目前，陳玉蓮仍是單身。

## 演出作品

### 電視劇（無綫電視）
| 首播   | 劇名                   | 角色                    | 合作演員                                                                     | 性質           |
| 1977年 | 13之弒父               | 蓮                      | 吳桐、李雁、翁靜晶、伍淑霞、余嘉倫                                           | 單元第一女主角 |
| 1977年 | 小人物－阿唇的故事     |                         | 譚新源，嚴秋華，孫偉傑，羅卡，韋以茵，餘家倫，林建明，羅蘭                   | 單元女配角     |
| 1978年 | 大亨                   | 秘 書 王美美（Mi Mi）   | 鄭少秋、劉松仁、林偉圖、盧海鵬、李司棋、苗金鳳、蘇杏璇                       | 女配角         |
| 1978年 | 倚天屠龍記             | 小 昭                   | 鄭少秋、汪明荃、趙雅芝、黃允財、楊盼盼、夏 雨                                | 女主角之一     |
| 1978年 | 的士司機               | 蔡慧蓮                  | 艾迪、吳孟達、羅國維                                                         | 單元女主角     |
| 1979年 | 左鄰右里               |                         | 任達華                                                                       | 客串           |
| 1979年 | 絕代雙驕               | 慕容九                  | 黃元申、黃杏秀、石 修、黃允財、米 雪、呂有慧                                 | 女主角之一     |
| 1979年 | 楚留香                 | 楊 雁                   | 鄭少秋、趙雅芝、高妙思、廖安麗、吳孟達、汪明荃、關 聰                        | 女配角         |
| 1979年 | 小夫妻                 | 薇 薇                   | 黃杏秀、羅志强、李家鼎                                                       | 單元角色       |
| 1979年 | 家在香港               | 阿 蚊                   | 程可為、余子明、廖偉雄、葉德嫻                                               | 女主角之一     |
| 1980年 | 風雲                   | 周雁秋                  | 劉松仁、馮寶寶、黃杏秀、林子祥、蘇杏璇、吳孟達                               | 女配角         |
| 1981年 | 風雨晴                 |                         | 石 修、陳秀珠、陳敏兒、景黛音、雪梨、苗僑偉、湯鎮業                          | 女配角         |
| 1981年 | 飛鷹                   | 趙 靈（趙嵐）           | 鄭少秋、趙雅芝、董 瑋、郭 峰、李道洪、苗喬偉、黄曼凝                         | 第二女主角     |
| 1982年 | 天龍八部               | 王語嫣                  | 梁家仁、湯鎮業、黃日華、石 修、黃杏秀、呂有慧、李香琴                        | 第一女主角     |
| 1982年 | 十三太保               | 雲羅公主                | 黃日華、湯鎮業、惠天賜、劉兆銘、董 瑋、秦 沛                                 | 第一女主角     |
| 1983年 | 四海一家               | 阿 仔                   | 黃日華、黃造時、秦 沛、譚炳文、梁 珊                                         | 第一女主角     |
| 1983年 | 神鵰俠侶               | 小龍女                  | 劉德華、梁家仁、歐陽佩珊、呂有慧、楊澤霖、廖安麗、曾 江                      | 第一女主角     |
| 1984年 | 信是有緣               | 范 蕾                   | 黃允材、黃造時、湯鎮業、曾 江、李琳琳、張 雷、秦 沛                          | 第一女主角     |
| 1985年 | 好女當差               | 童芷珊                  | 呂良偉、湯鎮業、曾 江、高妙思、廖啟智、吳啟華                                | 第一女主角     |
| 1985年 | 楚河漢界               | 虞姬                    | 吳啟華、石修、商天娥、翁美玲、惠天賜、黎漢持、劉兆銘                         | 第一女主角     |
| 1986年 | 小島風雲               | 葉 玲                   | 呂良偉、周海媚、曾 江、胡渭康、王書麒、唐麗球、陳庭威                        | 第一女主角     |
| 1987年 | 大運河                 | 楊阿五（蘭陵公主）      | 梁朝偉、黃日華、劉青雲、吳啟華、曾華倩、吳岱融、陳秀珠                       | 第一女主角     |
| 1992年 | 巨人                   | 程 真                   | 萬梓良、林俊賢、陳法蓉、張衛健、梅小惠、關海山、李司棋                       | 第一女主角     |
| 1992年 | 摩登小男人之情婦真可愛 | 霍小玉                  | 鄭丹瑞                                                                       | 單元女主角     |
| 2008年 | 原來愛上賊             | 包蓉蓉                  | 劉松仁、馬德鐘、陳敏之、陳法拉、李思捷、呂慧儀、陳茵媺、麥長青、李家聲       | 第一女主角     |
| 2012年 | 名媛望族               | 愛新覺羅·爾嫣（二姨太） | 劉松仁、馬國明、楊 怡、吳卓羲、王浩信、江美儀、韓馬利、黃智賢、朱晨麗、馬 賽 | 第一女主角     |

### 電視劇（亞洲電視）
| 首播   | 劇名             | 角色   |
| ------ | ---------------- | ------ |
| 1988年 |                  |        |
|        | 夜半奇談: 紅衣女 | 李 珊  |
| 1990年 |                  |        |
|        | 玉梨魂           | 顧玉梨 |
| 1991年 |                  |        |
|        | 豪門             | 董 淇  |

### 電視劇（香港電台）
| 首播   | 劇名                                               | 角色     |
| ------ | -------------------------------------------------- | -------- |
| 1978年 |                                                    |          |
|        | 獅子山下：麻雀仔                                   | 麗       |
|        | 獅子山下：路                                       |          |
| 1980年 |                                                    |          |
|        | 屋簷下：蛻                                         | 帶娣     |
| 1981年 |                                                    |          |
|        | 天涯路：放逐者(上)(下)                             | 越南難民 |
| 1982年 |                                                    |          |
|        | 屋簷下：不同的鼓手                                 | 以恩     |
| 1991年 |                                                    |          |
|        | 性本善：不再是秘密                                 | 莊老師   |
| 1993年 |                                                    |          |
|        | CYC家族：老豆威威/爸爸的情人/估領袖/OK不OK(上)(下) | 蓮姨     |
| 2010年 |                                                    |          |
|        | 愛回家：愛在生命終結前                             |          |

### 電視劇（台灣）
| 首播   | 電視臺 | 劇名           | 角色             |
| ------ | ------ | -------------- | ---------------- |
| 1985年 |        |                |                  |
|        | 華視   | 紅粉佳人       | 季小梅           |
| 1988年 |        |                |                  |
|        | 中視   | 射雕英雄傳     | 黄 蓉/馮 蘅      |
| 1991年 |        |                |                  |
|        | 台視   | 賽金花         | 趙彩雲（賽金花） |
| 1992年 |        |                |                  |
|        | 華視   | 大紅燈籠高高挂 | 張頌蓮（四姨太） |

### 電影
| 年份 | 片名                 | 角色     |
| ---- | -------------------- | -------- |
| 1978 | 茄哩啡               |          |
| 1982 | 熱浪                 | 阿冰     |
| 1982 | 摩登雜差             |          |
| 1983 | 少林與武當           |          |
| 1983 | 昨夜之燈             | 裴雪珂   |
| 1984 | 天龍八部             | 王语嫣   |
| 1984 | 連體                 |          |
| 1988 | 亡命鴛鴦             | 洛寰     |
| 1988 | 說謊的女人           |          |
| 1988 | 陷阱邊沿             |          |
| 1988 | 最佳損友             | Joanna   |
| 1989 | 七隻狐狸八條狗       | 秀秀     |
| 1989 | 遊戲規則             | 曼雲     |
| 1989 | 緣份遊戲             | JoJo     |
| 1989 | 至尊無上             | 童可人   |
| 1990 | 壯志豪情             | 劉順英   |
| 1990 | 時代之風             |          |
| 1990 | 舞台姊妹             |          |
| 1990 | 川島芳子             | 婉容皇后 |
| 1990 | 血在風上             | 阿蓮     |
| 1991 | 莎莎嘉嘉站起來       |          |
| 1992 | 智勇和尚             |          |
| 1992 | 羣星會（電視電影）   | 小龍女   |
| 1993 | 邊城浪子             |          |
| 1993 | 愛到盡頭（電視電影） | 宋月明   |
| 2008 | 天水圍的日與夜       | 老师     |

### 廣播劇
| 年份   | 頻道     | 劇名     | 角色   | 合作   |
| ------ | -------- | -------- | ------ | ------ |
| 1998年 | 香港電台 | 傾城之戀 | 白流蘇 | 吳啟華 |

## 主持作品
| 年份 | 首播     | 節目     |
| ---- | -------- | -------- |
|      | 無綫電視 | 歡樂今宵 |
|      | 無綫電視 | 婦女新姿 |
| 1979 | 無綫電視 | 瘋狂世界 |
| 2009 | 香港電台 | 香港故事 |
| 2012 | 香港電台 | 風影流情 |

## 獎項
- 1983年 華僑晚報十大明星金球獎(電視)[5]

## 外部連結
- 陳玉蓮的Facebook專頁
- 陳玉蓮在香港影庫上的簡介
- 陳玉蓮在互联网电影资料库（IMDb）上的資料（英文）
- 陳玉蓮在时光网上的簡介（简体中文）
- 陳玉蓮在豆瓣上的资料（简体中文）